# Yuko Nakanishi
Yuko Nakanishi (n. 24 aprilie 1981, Ikeda, Japonia) este o înotătoare ce a reprezentat Japonia, medaliată olimpică. A participat la 3 ediții ale Jocurilor Olimpice (2000, 2004, 2008) în care a câștigat o medalie de bronz.